# Deutsche Nationalmannschaft Skibergsteigen/Männer
Männer der deutschen Nationalmannschaft Skibergsteigen (German Skimountaineering Team)

## Erfolge

### Weltmeisterschaften
Plätze unter den ersten 10
| Disziplin                                     | Platz                                        | Teilnehmer                                                    |
| II. Weltmeisterschaft im Skibergsteigen 2004  | II. Weltmeisterschaft im Skibergsteigen 2004 | II. Weltmeisterschaft im Skibergsteigen 2004                  |
| --------------------------------------------- | -------------------------------------------- | ------------------------------------------------------------- |
| Staffel Herren                                | 11.                                          | Toni Steurer, Tim Stachel, Stefan Klinger, Gerhard Reithmeier |
| III. Weltmeisterschaft im Skibergsteigen 2006 |                                              |                                                               |
| Staffel Herren                                | 5.                                           | Toni Steurer, Franz Graßl, Martin Echtler, Georg Nickaes      |
| IV. Weltmeisterschaft im Skibergsteigen 2008  |                                              |                                                               |
| Staffel Herren                                | 6.                                           | Toni Steurer, Andreas Strobel, Stefan Klinger, Konrad Lex     |

### Europameisterschaften
Plätze unter den ersten 10
| Disziplin                                   | Platz                                   | Teilnehmer                                               |
| VI. Europameisterschaft 2005 in Andorra     | VI. Europameisterschaft 2005 in Andorra | VI. Europameisterschaft 2005 in Andorra                  |
| ------------------------------------------- | --------------------------------------- | -------------------------------------------------------- |
| Staffel Herren                              | 3.                                      | Toni Steurer, Franz Graßl, Stefan Klinger, Georg Nickaes |
| Team Herren                                 | 9.                                      | Toni Steurer, Franz Graßl                                |
| VII. Europameisterschaft 2007 in Frankreich |                                         |                                                          |
| Staffel Herren                              | 4.                                      | Toni Steurer, Konrad Lex, Martin Echtler, Stefan Klinger |
| Europameisterschaft 2018 in Sizilien        |                                         |                                                          |
| Individual-Rennen                           | 32. (11. Espoir-Klasse)                 | Stefan Knopf                                             |
| Vertical-Rennen                             | 31. (9. Espoir-Klasse)                  | Stefan Knopf                                             |